# Sint-Janskluis

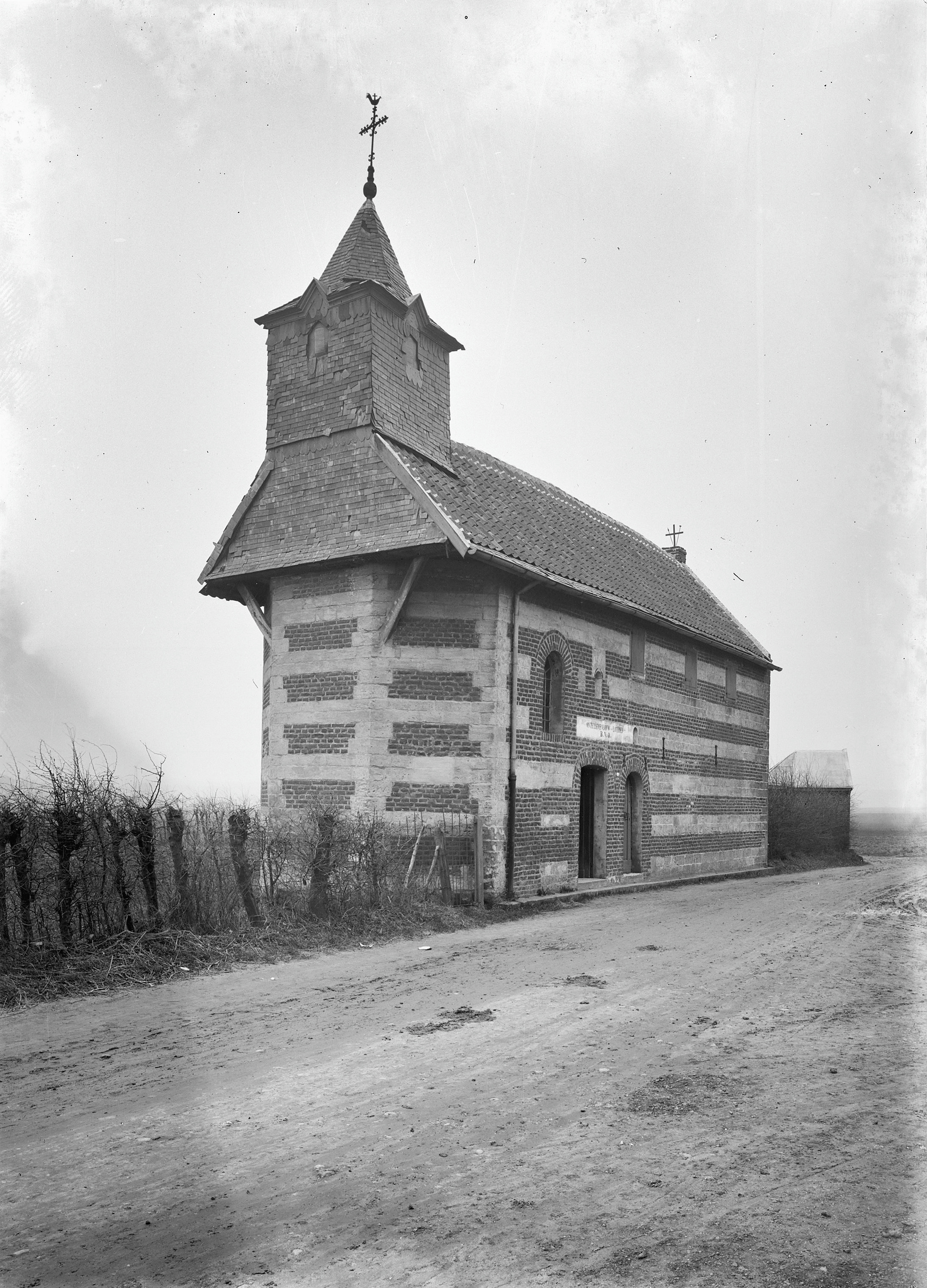
De Sint-Janskluis in 1921

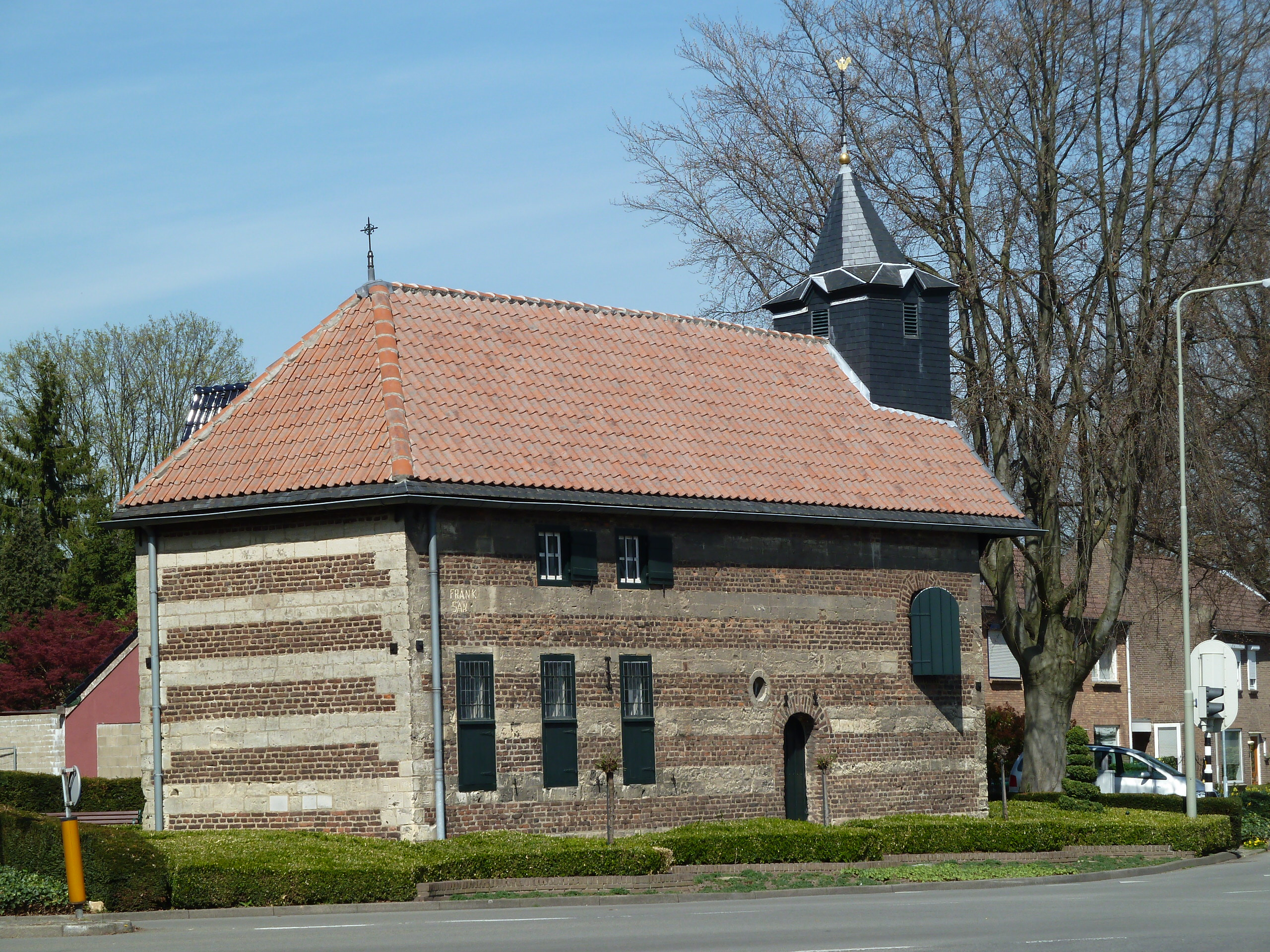
De Sint-Janskluis in 2011

De Sint-Janskluis in Geleen is een voormalige, maar lange tijd bewoond gebleven kluis uit 1699. Zij ligt aan het begin van de uitvalsweg naar kasteel Sint-Jansgeleen en Spaubeek, bij een thans geheel ingebouwd liggende vijfsprong, in een buurt die zelf ook De Kluis wordt genoemd.
De buurt kan nog tot de vroegere dorpskern Oud-Geleen worden gerekend. Vanwege de ligging aan een kruispunt wordt soms met minder recht ook wel gesproken van de Kluis van Krawinkel, naar een andere dorpskern van Geleen. Zij vormde echter primair een tussenstation halverwege het kasteel Sint-Jansgeleen, de oorspronkelijke zetel van de heerlijkheid en het eermalige Graafschap Geleen, en het dorp Geleen. De woonwijk De Kluis in Geleen is naar deze Kluis vernoemd.
De laatste kluizenaar was broeder Antonius, die overleed in 1912.

## Kluizen
Een kluis, ook wel kluizenaarswoning, kluizenarij of hermitage genoemd, is een 'miniklooster' of wooncel voor slechts één, in grote afzondering levende monnik. Kluizen zijn in de Lage Landen zeldzaam. In de tijd van de contrareformatie ontstond een traditie van Limburgse en Brabantse kluizenaars. In tegenstelling tot de meeste kluizen in het buitenland hadden deze kluizen een openbare kapel die vaak een rol speelde in de plaatselijke volksdevotie. Er bestaat nog een andere eeuwenoude kluis in Zuid-Limburg, de kluis op de Schaelsberg bij Oud-Valkenburg en Walem in de gemeente Valkenburg aan de Geul. (Zie ook het lemma over de kluis te Warfhuizen.)

## Vorm
De kluis van Geleen is een rechthoekig, driezijdig gesloten gebouwtje van baksteen met mergelbanden (zogenoemde 'speklagen'), en met een dakruiter mogelijk uit de 18e eeuw. Aan de noordkant is het een kapel, aan de andere zijde bestaat het uit een kelder met een woonvertrek erboven. Beide helften zijn gescheiden door een gang.

## Oorsprong
Het gebouw werd in 1699 gesticht door prinses Maria-Dorothea von Dietrichstein-von Salm (1667-1732), gravin van Geleen en Amstenrade. Zij wilde mogelijk een lazaret ('lazerij' of melaatsenhuis) stichten om besmettelijke zieken in te laten verplegen. Een deel was als kapel gewijd aan Sint-Lazarus. Het gebouw was bij de stichting dus niet bedoeld als kluis. Dit blijkt ook uit het feit dat de kluis (ook toen al) niet afgelegen lag, maar aan een kruispunt, wat in die dagen de aangewezen locatie was voor een herberg. Ook mist de kluis tot op de dag van vandaag de gebruikelijke tuin. Toch kreeg het vermoedelijke lazaret al tijdens het leven van de opdrachtgeefster deze bijzondere bestemming. Zo werd ook de kluis op de Schaelsberg in 1688 gebouwd in opdracht van graaf Gerard Hoen van Cartiels, de toenmalige heer van Kasteel Schaloen, naar verluidt uit dankbaarheid dat hij aan de verdrinkingsdood was ontkomen. De gravin van Geleen kan dus ook dit voorbeeld hebben nagevolgd, wellicht om een vergelijkbare reden.

## Gebruik als kluis
Toestemming om het gebouw in een kluis te veranderen werd gegeven door de bisschop van Roermond in 1722. Bijna twee eeuwen behield het gebouw deze functie. De oudst bekende kluizenaar was een broeder, in stukken uit 1726 genoemd met de toepasselijke naam Gerlach (Keulers), vergelijk de heilige Gerlach. De laatste kluizenaar, broeder Antonius (Thieman), overleed in 1912.

## Ander gebruik
Sindsdien werd het gebouwtje voor uiteenlopende doeleinden gebruikt.
- In de Tweede Wereldoorlog hadden de Amerikanen er een opslagplaats voor voedsel annex slachthuis.
- Tijdens de bouw van de Christus Koningkerk deed de kluis dienst als tijdelijke parochiekerk.
- Vervolgens heeft de scouting nog een tijd van de kluis gebruikgemaakt.
- Ten slotte kwam het gebouw in handen van een speciaal voor dit doel opgerichte Stichting Sint-Janskluis.

Sinds 1985 is de kluis bestemd als bidkapel. Daarnaast kent het passend gelegenheidsgebruik. Zo zijn er tentoonstellingen en worden er kleine concerten gegeven.

## Inrichting
Bij de voorlaatste restauraties zijn binnenwanden verwijderd. Van de oude oorspronkelijke inrichting is weinig bewaard.
Achter het altaar hangen links en rechts van het kruis twee schilderijen uit de 18e eeuw, door een onbekende kunstenaar.
Het schilderij links toont de heilige Job op de mestvaalt. Job is met zweren overdekt en hoort de verwijten van zijn vrouw. Boven zijn hoofd hangt de duivel.
Aan de rechterzijde hangt een schilderij van de onthoofding van Sint Jan de Doper.
Beide schilderijen zijn in 1987-1988 gerestaureerd.